# Synidotea neglecta
Synidotea neglecta är en kräftdjursart som beskrevs av Yakov Avadievich Birstein 1963. Synidotea neglecta ingår i släktet Synidotea och familjen tånglöss. Inga underarter finns listade i Catalogue of Life.